# Al-Kusajb
Al-Kusajb (arab. الكسيب) – wieś w Syrii, w muhafazie As-Suwajda. W 2004 roku liczyła 863 mieszkańców.